# الإبادة الجماعية للأمريكيين الأصليين في الولايات المتحدة
وُصفت عمليات تدمير الشعوب والثقافات واللغات الخاصة بالسكان الأصليين في أمريكا بأنها إبادة جماعية. لا يزال الجدل قائمًا عن انطباق هذا الوصف على العملية برمتها أو فقط على فترات وأحداث معينة. تركز العديد من هذه التعريفات على النية، بينما تركز أخرى على النتائج. رأى رافائيل ليمكين، الذي صاغ مصطلح «الإبادة الجماعية»، أن تهجير السكان الأصليين من قبل المستوطنين الأوروبيين يمثل مثالًا تاريخيًا للإبادة الجماعية. في المقابل، يرى بعض المؤرخين مثل غاري أندرسون أن هذا المصطلح لا ينطبق على أي جانب من تاريخ الولايات المتحدة، مشيرين إلى أن مصطلح «التطهير العرقي» قد يكون أكثر دقة.

## التغيرات الديموغرافية للسكان الأصليين
لطالما ناقش المؤرخون التعداد السكاني للقارة الأمريكية قبل وصول الأوروبيين. في عام 2023، اقترح المؤرخ نيد بلاكهوك أن عدد سكان أمريكا الشمالية قد انخفض إلى النصف بين عامي 1492 و1776، وتراجع من حوالي 8 ملايين نسمة (جميعهم من السكان الأصليين في عام 1492) إلى أقل من 4 ملايين (غالبيتهم من الأوروبيين في عام 1776). يقدر الباحث راسل ثورنتون أنه بحلول عام 1800، كان يعيش حوالي 600 ألف من السكان الأصليين في المناطق التي أصبحت فيما بعد جزءًا من الولايات المتحدة الحديثة، وانخفض العدد إلى حوالي 250 ألفًا بحلول عام 1890، قبل أن يبدأ بالارتفاع مجددًا.

### أسباب انخفاض عدد السكان الأصليين
تُعزى الانخفاضات السكانية بين السكان الأصليين بعد عام 1492 إلى عدة عوامل، أبرزها الأمراض القادمة من أوراسيا مثل الإنفلونزا والطاعون الرئوي والكوليرا والجدري. إضافة إلى ذلك، ساهمت النزاعات والمذابح والتهجير القسري والاستعباد والسجن والحروب مع المستوطنين الأوروبيين في تقليل عدد السكان وإضعاف المجتمعات التقليدية. يشير المؤرخ جيفري أوستلر إلى أهمية النظر إلى الحروب الهندية الأمريكية، التي شنتها القوات الأمريكية ضد الأمم الأصلية في الغرب الأمريكي منذ ستينيات القرن التاسع عشر، كإبادة جماعية. يزداد استخدام مصطلح «المذابح الإبادية» من قبل الباحثين، فهو يُعرَّف بأنه إبادة جزء من مجموعة أكبر بهدف إرسال رسالة تهديد إلى المجموعة بأكملها.

### الإبادة الثقافية والمقاومة
تعرضت شعوب السكان الأصليين لأعمال إبادة جماعية تاريخية ومعاصرة، إلى جانب عمليات إبادة ثقافية، وتعرضت طرق حياتهم التقليدية للتهديد من قبل المستوطنين. هدفت المذابح الاستعمارية وعمليات التطهير العرقي إلى تقليص عدد السكان الأصليين وحصرهم في المحميات. واستُخدمت الإبادة الثقافية، من خلال التهجير والاستيلاء على المعرفة الأصلية، لإضعاف السيادة الأصلية. لا تزال مجتمعات السكان الأصليين تواجه تحديات ناتجة عن الاستعمار، بما في ذلك الاحتلال الاستيطاني لأراضيهم التقليدية، ووحشية الشرطة، وجرائم الكراهية، والتغير المناخي، والمشكلات الصحية النفسية. ومع ذلك، استمرت مقاومة السكان الأصليين للاستعمار والإبادة الجماعية في الماضي والحاضر.

## الخلفية التاريخية

### التعداد السكاني والثقافات الأصلية
تتراوح تقديرات عدد السكان في الأراضي الأمريكية قبل الاستعمار الأوروبي بين مليون وخمسة ملايين نسمة. من بين الثقافات البارزة في تلك الفترة: ثقافات ألدينا، والنحاس القديم، وأواسيس أمريكا، والغابات، وفورت أنشنت، وهوبويل، وحضارة المسيسيبي.
في التصنيف الأثري للقارتين الأمريكيتين، يُستخدم مصطلح «المرحلة ما بعد الكلاسيكية» للإشارة إلى بعض الثقافات ما قبل الاستعمار الأوروبي، وتنتهي هذه المرحلة عادةً مع الاتصال الأولي بالأوروبيين. يُعد هذا المفهوم المرحلة الأخيرة من خمس مراحل أثرية وضعها جوردون ويلي وفيليب فيليبس في كتابهما عام 1958 «المنهج والنظرية في علم الآثار الأمريكي».

### ثقافات السكان الأصليين
تألف السكان الأصليون للساحل الشمالي الغربي للمحيط الهادئ من العديد من الأمم والقبائل، التي تميزت كل منها بهويتها الثقافية والسياسية الفريدة، لكنهم تشاركوا في بعض المعتقدات والتقاليد والممارسات، مثل مركزية سمك السلمون كمصدر غذائي ورمز روحي. أحد أهم طقوسهم الاحتفالية كان «البوتلاتش»، وهو تجمع معقد يُعقد لإحياء المناسبات الخاصة، مثل رفع عمود الطوطم أو تعيين زعيم جديد. يُعد فن نحت أعمدة الطوطم أبرز سمات هذه الثقافة، إذ تجسد هذه الأعمدة شخصيات حيوانية وأساطير وأحداث مهمة.

### حضارة المسيسيبي
كانت حضارة المسيسيبي حضارة أمريكية أصلية قائمة على بناء التلال، ويمتد تاريخها من حوالي 800 إلى 1600 ميلادية، مع تباينات إقليمية. تكونت هذه الحضارة من سلسلة من المستوطنات الحضرية والقرى التابعة لها، المتصلة عبر شبكة تجارية واسعة، وكان أكبر مدنها كاهوكيا، التي يُعتقد أنها كانت مركزًا دينيًا مهمًا. ازدهرت هذه الحضارة في المناطق التي تُعرف اليوم باسم الغرب الأوسط والشرق والجنوب الشرقي للولايات المتحدة.

### المجتمعات الأصلية والتنظيم السياسي
كانت العديد من المجتمعات الأصلية حضرية، مثل شعوب بويبلو وماندان وهيداتسا. عُرفت رابطة الإيروكوا، أو «شعب البيت الطويل»، بأنها مجتمع ديمقراطي متقدم سياسيًا، ويعتقد بعض المؤرخين أنها أثرت على صياغة دستور الولايات المتحدة، فقد مرر مجلس الشيوخ الأمريكي قرارًا بهذا الشأن عام 1988. مع ذلك، يجادل مؤرخون آخرون بأن هذا التأثير كان ضئيلًا أو غير موجود، مشيرين إلى وجود سوابق أوروبية عديدة للدستور الأمريكي.

### المعتقدات والتقاليد الاجتماعية
اشتركت العديد من الأمم الأصلية في مفهوم «الاستمرارية الجماعية» وأنظمة المسؤولية تجاه البشر والطبيعة. وفقًا للفيلسوف المواطن من قبيلة بوتاواتومي، كايل بوويس وايت، فإن الاستمرارية الجماعية تشير إلى قدرة المجتمع على التكيف مع الظروف لضمان بقائه. ينبثق عن هذا المفهوم أنظمة المسؤولية، التي يتمتع فيها الأفراد بعلاقة أخلاقية متبادلة مع العالم غير البشري. فمثلًا يعكس مبدأ «ميني ويكوني» (الماء هو الحياة) لشعب أوشيتي شاكوي علاقة متبادلة مع نهر ميسوري، حيث يغذي النهر مجتمعهم، ويقع على عاتقهم حمايته.
امتد مفهوم الاستمرارية الجماعية وأنظمة المسؤولية إلى الهياكل الاجتماعية أيضًا، فلم يكن مفهوم النوع الاجتماعي ثنائيًا عند شعوب أنيشينابه التي لعبت النساء عندهم أدوارًا قيادية تضمنت مسؤوليات تتجاوز الزواج، مما يعكس فهمًا اجتماعيًا أكثر شمولية للمجتمع والمسؤولية الجماعية.